# Закрајц Турковски
Закрајц Турковски (хрв. Zakrajc Turkovski) је насељено место у граду Делнице, Приморско-горанска жупанија, Хрватска.

## Историја
До територијалне реорганизације у Хрватској био је у саставу старе општине Делнице.

## Становништво
На попису становништва из 2011. године, Закрајц Турковски је имао 2 становника.
| Број становника према пописима | Број становника према пописима | Број становника према пописима | Број становника према пописима | Број становника према пописима | Број становника према пописима | Број становника према пописима | Број становника према пописима | Број становника према пописима | Број становника према пописима | Број становника према пописима | Број становника према пописима | Број становника према пописима | Број становника према пописима | Број становника према пописима | Број становника према пописима |
| ------------------------------ | ------------------------------ | ------------------------------ | ------------------------------ | ------------------------------ | ------------------------------ | ------------------------------ | ------------------------------ | ------------------------------ | ------------------------------ | ------------------------------ | ------------------------------ | ------------------------------ | ------------------------------ | ------------------------------ | ------------------------------ |
| 1857                           | 1869                           | 1880                           | 1890                           | 1900                           | 1910                           | 1921                           | 1931                           | 1948                           | 1953                           | 1961                           | 1971                           | 1981                           | 1991                           | 2001                           | 2011                           |
| 129                            | 103                            | 82                             | 93                             | 75                             | 74                             | 61                             | 80                             | 99                             | 81                             | 53                             | 36                             | 17                             | 6                              | 2                              | 2                              |

Напомена: Исказивано под именом Горњи Закрајц 1857. и од 1880. до 1900, Горње Закраје 1869. и Закрајц Турковски од 1910. надаље.